# Cmentarz wojenny nr 143 – Ostrusza
Cmentarz wojenny nr 143 w Ostruszy – cmentarz z I wojny światowej, znajdujący się we wsi Ostrusza w powiecie tarnowskim, w gminie Ciężkowice. Jeden z ponad 400 zachodniogalicyjskich cmentarzy wojennych zbudowanych przez Oddział Grobów Wojennych C. i K. Komendantury Wojskowej w Krakowie.  W IV okręgu Łużna cmentarzy tych jest 27. 

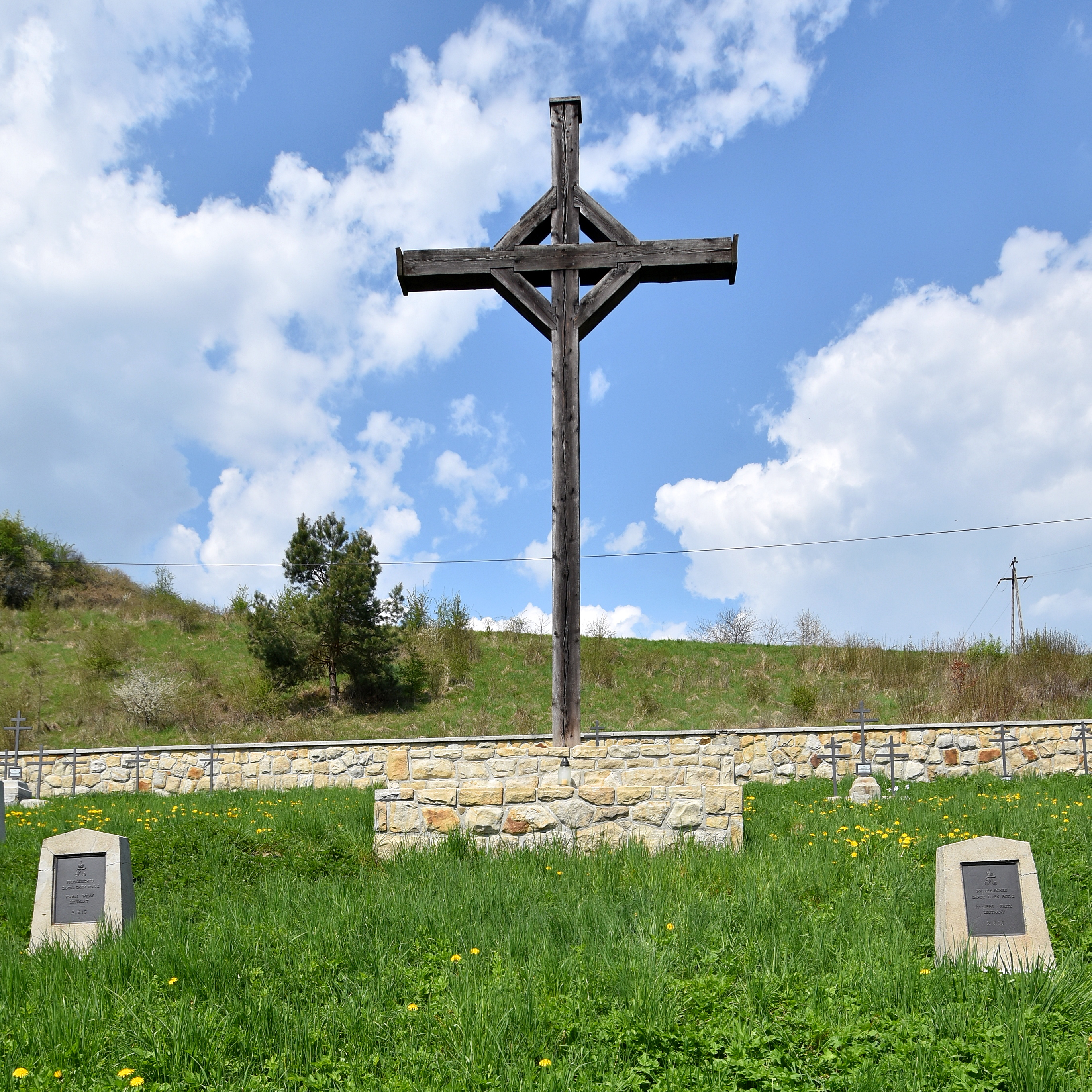
Krzyż centralny

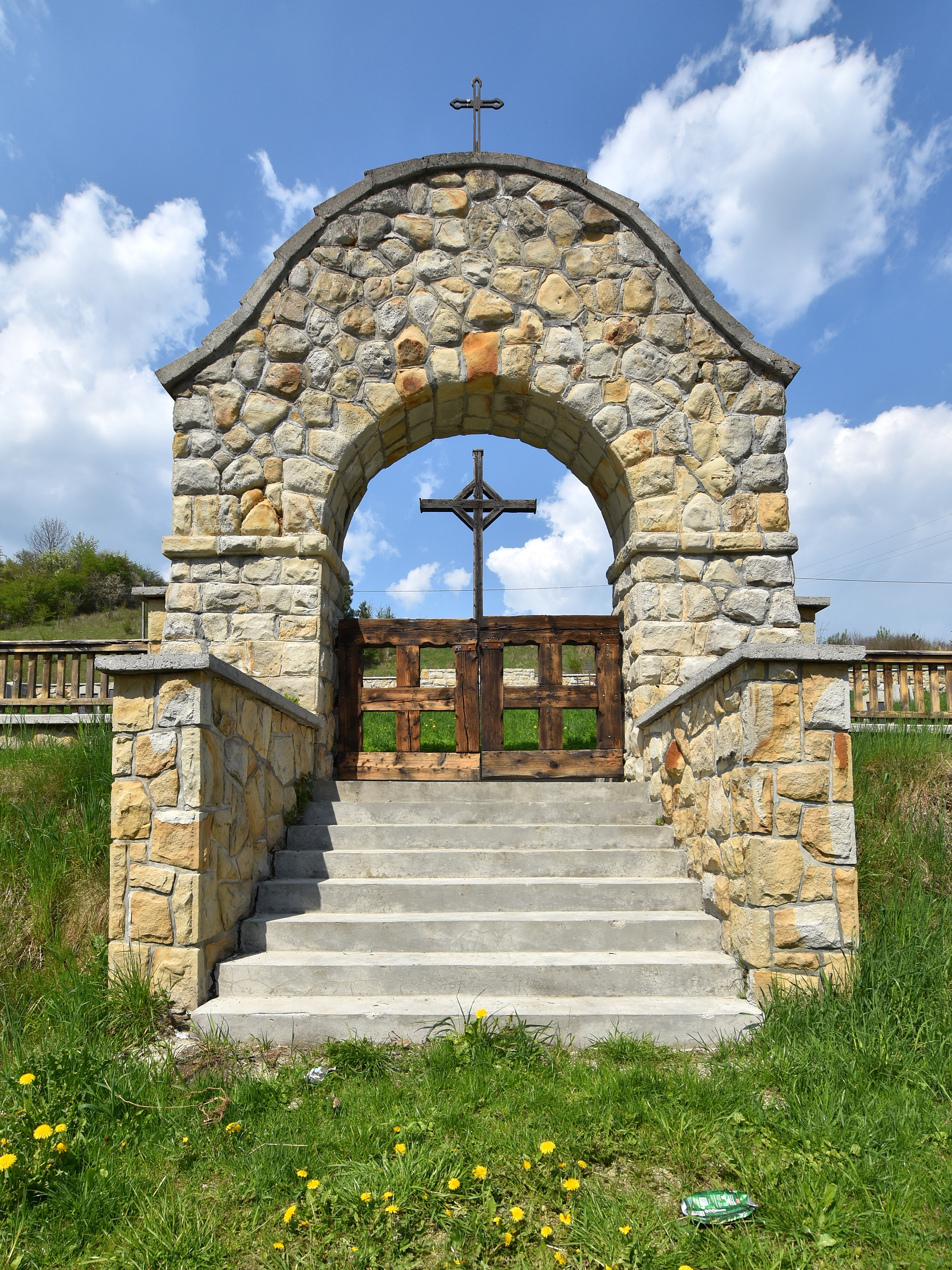
Wejście na cmentarz

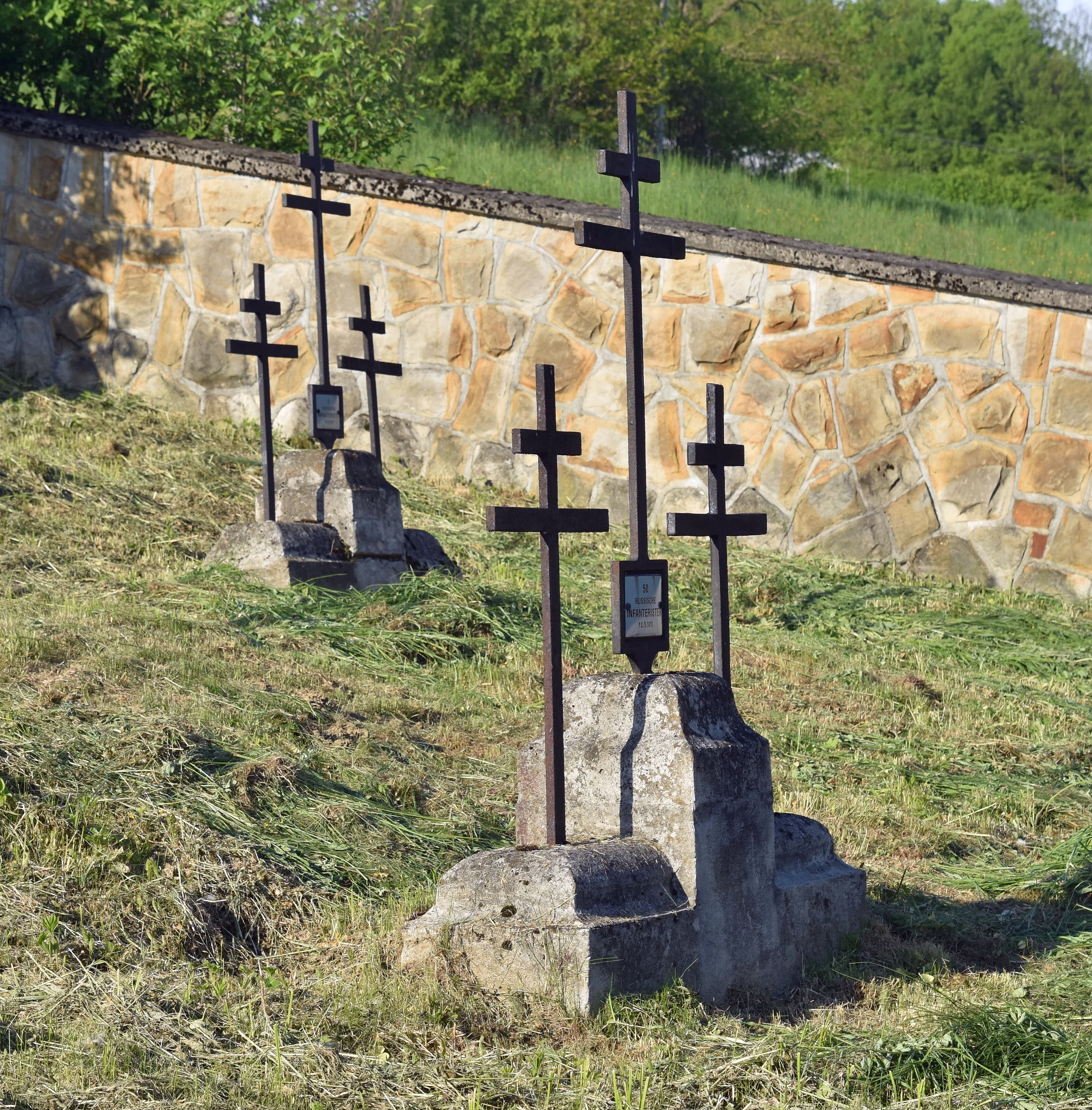
Stela z triadą krzyży na mogile żołnierzy rosyjskich

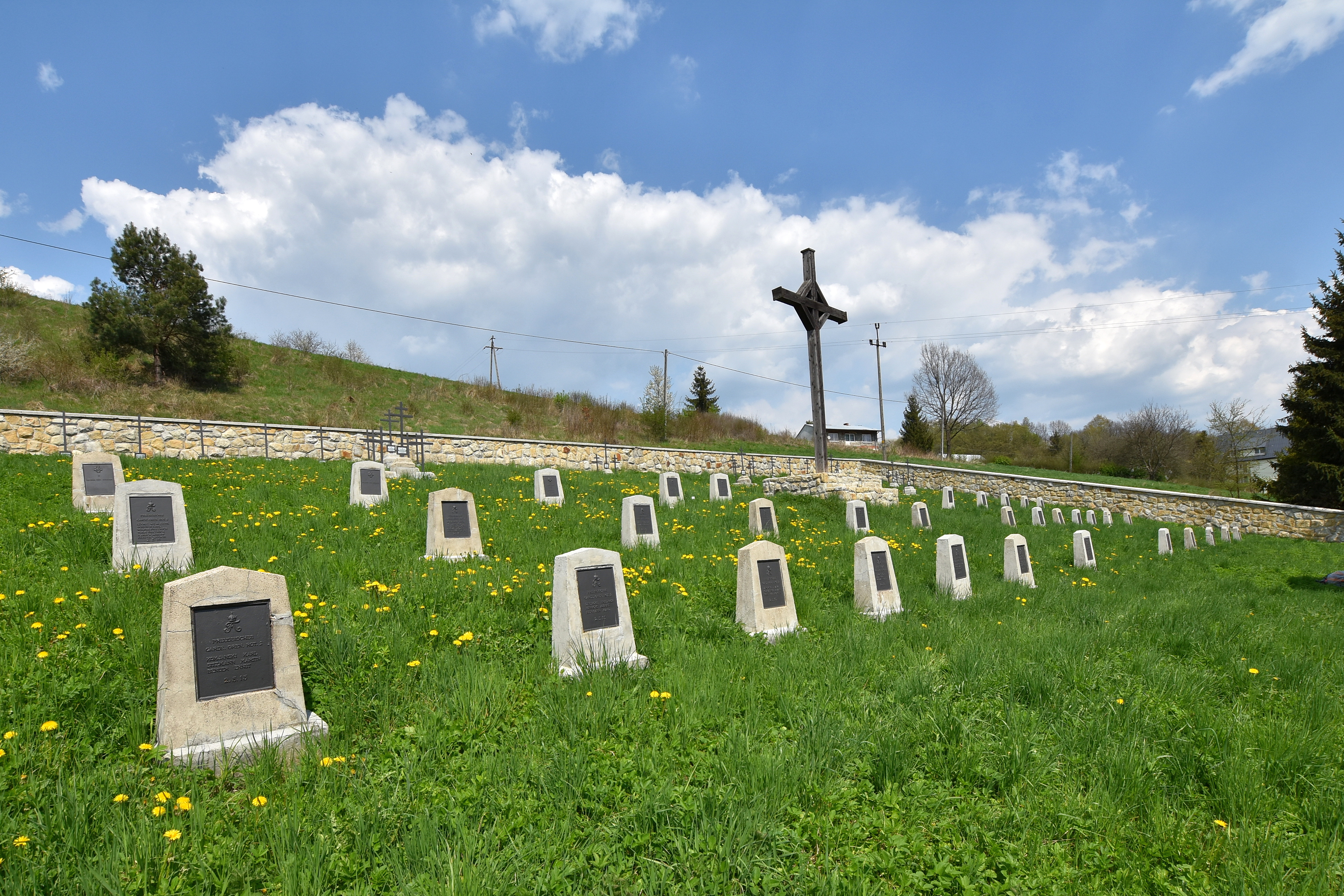
Fragment cmentarza

## Opis cmentarza
Cmentarz znajduje się na przy drodze z Ciężkowic przez Ostruszę do Turzy. Jest to średniej wielkości cmentarz, zbudowany na planie prostokąta na stoku opadającym na południowa stronę. Z trzech stron otoczony jest solidnym kamiennym murem nakrytym betonowym daszkiem. Od strony drogi ogrodzenie tworzą murowane z kamienia słupki, pomiędzy którymi zawieszono drewniane segmenty ogrodzeniowe typu balustrada. Wejście od szosy po schodkach i przez dwuskrzydłowe wrota wykonane z grubych drewnianych belek. Stanowią one zamknięcie murowanej z kamieni bramy z łukiem między słupkami. Na wprost bramy, na środku cmentarza znajduje się drewniany krzyż osadzony na murowanym z kamieni cokole. Mogiły żołnierzy umieszczone w sześciu rzędach równoległych do dłuższego boku cmentarza. Na mogiłach stele dwóch rodzajów:
- na mogiłach żołnierzy armii austro-węgierskiej i niemieckiej są to betonowe stele z płytką wnęką, w której zamontowano żeliwne tablice inskrypcyjne z nazwiskami żołnierzy i wytłoczonym elementem ozdobnym,
- na mogiłach żołnierzy rosyjskich są to osadzone na betonowym cokole krzyże. Są dwóch rodzajów: z pojedynczymi krzyżami, lub triady z trzema krzyżami.

Rudolf Broch i Hans Hauptmann, autorzy monumentalnej monografii o zachodniogalicyjskich cmentarzach I wojny światowej tak opisują ten cmentarz: „.. korzystne umiejscowienie przydrożnego cmentarza na znacznej skarpie, wzmacnia jego wymowę, a myślącemu artyście podsuwa gotowe rozwiązanie zadania. Jest tak, jak gdyby sama ziemia wyniosła to miejsce pamięci zasłużonych bohaterów ponad przeciętność codzienności, aby nań kierować wszystkie spojrzenia i na każdym przechodniu wymuszać świadomość jego obowiązku wdzięczności i czci wobec tych, którzy ocalili ojczyznę”.

## Polegli
Na cmentarzu w 14 grobach zbiorowych i 92 pojedynczych pochowanych jest łącznie 331 żołnierzy, w tym:
- 226 żołnierzy armii rosyjskiej
- 96 żołnierzy armii niemieckiej
- 9 żołnierzy armii austro-węgierskiej

Wszyscy ci żołnierze zginęli 2 maja 1915 r. w czasie wielkiej ofensywy sprzymierzonych wojsk austro-węgierskich i niemieckich, zwanej bitwą pod Gorlicami. Wśród pochowanych jest 11 podoficerów, 3 chorążych, 2 oficerów. Wśród poległych są także żołnierze polskiej narodowości. W tym miejscu walka toczyła się bezpośrednio wzdłuż linii potoku Ostruszanka. Żołnierze rosyjscy dwukrotnie odparli atak, nim ostatecznie zostali pokonani.  

## Losy cmentarza
Po II wojnie ranga cmentarzy w świadomości społeczeństwa i ówczesnych władz zmalała, nie dbano o nie i ulegały w naturalny sposób niszczeniu przez czynniki pogody i roślinność. Dopiero od lat 90. zaczęto bardziej dbać o cmentarze z I wojny światowej. Cmentarz nr 143 został w 2005 r. poddany generalnemu remontowi, w czasie którego m.in. uzupełniono brakujące tablice żeliwne na stelach. Zadbano przy tym o zachowanie wyglądu cmentarza zgodnego z dokumentalnymi planami.